# بدو عزیزم بدو (فیلم ۲۰۲۳)
بدو عزیزم بدو (انگلیسی: Run Baby Run) فیلم اکشن هندی تامیل-زبان، تولید سال ۲۰۲۳ است که نویسنده و کارگردان آن جی‌ین کریشناکومار می‌باشد. بازیگران اصلی فیلم آرجی بالاجی و آیشواریا راجش هستند. فیلم در روز ۳ فوریه ۲۰۲۳ به اکران درآمد و نظر مثبت منتقدان را دریافت کرد.